# Sanguirana tipanan
Sanguirana tipanan es una especie  de anfibios de la familia Ranidae.

## Distribución geográfica
Es endémica del noreste de Luzón (Filipinas).

## Estado de conservación
Se encuentra amenazada por la pérdida de su hábitat natural.